# Parviz Fannizadeh
Parviz Fannizadeh (Teerã, 27 de janeiro de 1938 – Teerã, 24 de fevereiro de 1980) foi um actor de cinema, teatro e televisão iraniana. Foi um dos primeiros actores de método no seu país. Fanizadeh conseguiu o reconhecimento nacional pelas suas interpretações de Mash Ghaasem em Meu tio Napoleão e de Hekmati em Downpour. Durante a sua carreira trabalhou com notáveis e destacados directores iranianos, como Ebrahim Golestan, Nasser Taghvai, Dariush Mehrjui, Bahram Beizai, entre outros.

## Biografia

### Primeiros anos e carreira
Fannizadeh nasceu e foi criado em Teerão, capital iraniana. Desde muito pequeno tinha uma paixão pela actuação e começou a sua carreira numa jovem idade. Graduou-se na Academia Iraniana de Artes Dramáticas em 1961. Em 1966 desempenhou o seu primeiro papel no filme Khesht va Ayeneh do reconhecido director Ebrahim Golestan. Ganhou o prémio de melhor actor na quinta edição do Festival Nacional de Cinema do Irão Sepas' em 1973, por interpretar o senhor Hekmati no filme de Bahram Beizai Downpour (1972). Actuou em várias obras de teatro, incluindo algumas dirigidas por Hamid Samandarian.

### Família

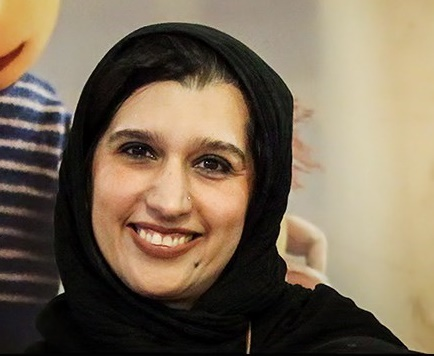
Donya Fannizadeh, filha mais velha do actor.

O actor teve duas filhas, Donya e Hasti. Donya Fannizadeh, destacada marioneteira, morreu de cancro a 28 de dezembro de 2016 aos 49 anos, no Hospital Day de Teerão.

### Falecimento
Em 1979 foi encontrado morto, aos 42 anos, no seu lar de Teerão.

## Filmografía

### Cinema e televisão
- Sorkhpustha (1979)
- Ghadeghan (1978)
- Daii jan Napelon (1976) como Mash Ghasem, dirigida por Nasser Taghvai
- Gavaznha (The Deer) (1976), dirigido por Masoud Kimiai
- Sham-e akhar (The Last Supper) (1976), dirigido por Shahyar Ghanbari
- Boof-e koor (The Blind Owl) (1975), dirigido por Kiumars Derambakhsh
- Soltan-e Sahebgharan (1974) (Série de televisão) como Malijak, dirigido por Ali Hatami
- Tangsir (1974), dirigido por Amir Naderi
- Gharibe (1972), dirigido por Shapoor Gharib
- Ragbar (1971) como o senhor Hekmati, dirigido por Bahram Beizai[3]
- Gāv (1969), dirigido por Dariush Mehrjui[7]
- Khesht vai Ayeneh (1966), dirigido por Ebrahim Golestan

### Teatro
- Morts sans sépulture, Jean-Paul Sartre, dirigido por Hamid Samandarian, 1964 e 1979
- The Glass Menagerie, Tennessee Williams, dirigido por Hamid Samandarian, 1964
- The Doutor in Spite of Himself, Molière, dirigido por Hamid Samandarian, 1965
- Sei personaggi in perto d'autore, Luigi Pirandello, dirigido por Pari Saberi, co-protagonizado com Forough Farrokhzad